# مارثا فريدمان
مارثا فريدمان (بالإنجليزية: Martha Friedman)‏ هي نحّاتة أمريكية، ولدت في 1975.

## وصلات خارجية
- الموقع الرسمي